# Sumgaitský pogrom

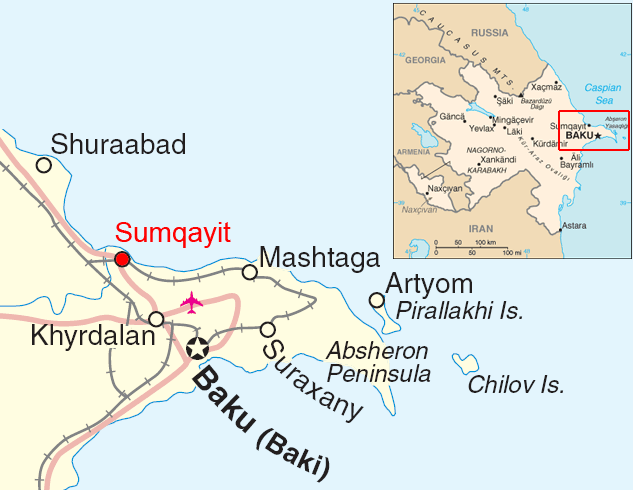
Poloha Sumgaitu (Sumqayitu) v rámci Ázerbájdžánské SSR.

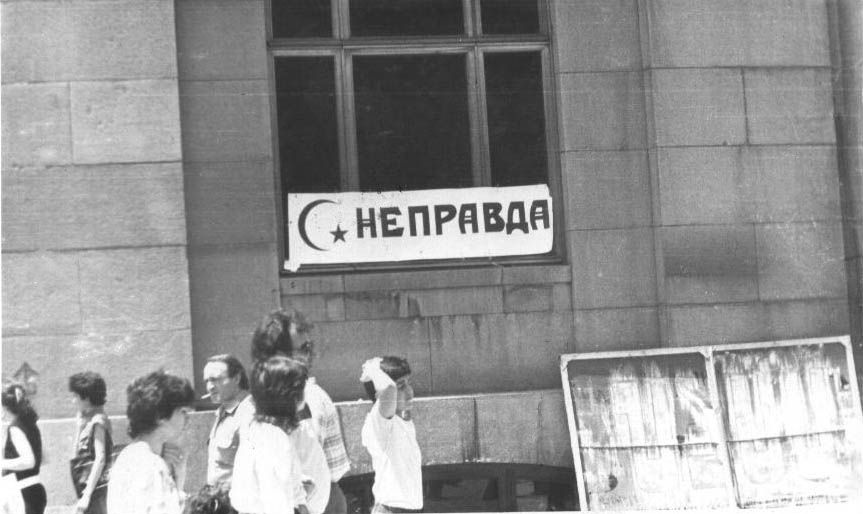
Protesty v ulicích Jerevanu, které po masakru následovaly.

Sumgaitský pogrom, též Sumgaitský masakr byl Ázery vedený pogrom zacílený na arménskou populaci v přímořském městě Sumqayıt (rusky Sumgait), zhruba 30 km severně od Baku, hlavního města tehdejší Ázerbájdžánské SSR, koncem února 1988. Během tří dnů nepokojů bylo zabito dle oficiálních zdrojů 32 lidí a zhruba 2000 bylo zraněno. Neoficiální zdroje hovoří však přinejmenším o 200 mrtvých.

## Průběh a následky
27. února 1988 se velký dav, z většiny tvořený Ázery, zformoval do skupin, které začaly následně útočit a zabíjet Armény v blízkých ulicích a domech. Situace se ještě zhoršila následným rabováním a nezájmem policie tuto situaci řešit. Násilnosti v Sumgaitu představovaly na poměry tehdejšího SSSR situaci nebývalého rozsahu a přilákaly velký zájem západních médií. Z masakru bylo obviňováno náhornokarabašské hnutí, které v té době začínalo být v povědomí v sousední Arménské SSR. Oficiální bilance masakru, na základě seznamu jmen obětí, byla 32 lidí (26 Arménů a 6 Ázerů), nicméně očití svědci hovoří o mnohem větším počtu mrtvých. Mnozí z nich zastávají tvrzení, že mrtvých bylo přinejmenším 200.
28. února vstoupil do města malý kontingent lehce vyzbrojených sovětských vojáků a neúspěšně se pokusil potlačit nepokoje. Situace se zmírnila až poté, co se o den později dostavily více profesionální vojenské jednotky s tanky a dalšími obrněnými vozidly. Tyto vládní jednotky zavedly v Sumgaitu stanné právo, představující zákaz vycházení, a fakticky tak ukončily krizi.
Tehdejší generální tajemník ÚV KSSS Michail Gorbačov byl později kritizován za svou pomalou reakci na tuto situaci, což se později stalo důležitou součástí mnoha konspiračních teorií. Dle člena politbyra Ústředního výboru KSSS Alexandra Nikolajeviče Jakovjeva byl sumgaitský pogrom zkonstruován agenty KGB. Samotný sumgaitský pogrom se sovětské moci podařilo před světovou veřejností úspěšně ututlat. V následném procesu byli obviněni a odsouzeni tři mladíci, z toho dva nezletilí. Následkem této situace byla celá arménská populace Sumgaitu nucena odejít. Město se později stalo domovem mnoha uprchlíků z válkou postižených oblastí.
Incident zanechal mnoho otázek jak v celé Arménii, tak ve zbytku Sovětského svazu, jelikož se mělo za to, že etnické spory v zemi byly silně potlačovány a oficiálně neexistovaly. Tento masakr, společně s rostoucím konfliktem v Náhorním Karabachu, představovaly jistou výzvu k řešení celého problému v rámci, v té době prováděných, reforem perestrojky Michaila Gorbačova. Nepokoje v Sumgaitu vytyčily počátek dlouhotrvajícího napětí mezi Armény a Ázery. Dosud nenásilné protesty v Arménii proti porušování práv Arménů v Náhorním Karabachu se ukázaly jako neúčinné, a jejich organizátoři byli postupně vystřídáni partyzány a vojskem. O rok později propukla naplno válka v Náhorním Karabachu, která trvala až do roku 1994.